# Monasterio de San Pedro de Cardeña
El monasterio de San Pedro de Cardeña es una abadía trapense situada en el término municipal de Castrillo del Val, a 10 km del centro de Burgos (España). Actualmente, está considerado como BIC (Bien de Interés Cultural). Fue declarado Monumento histórico-artístico perteneciente al Tesoro Artístico Nacional mediante decreto de 3 de junio de 1931. En 2015, en la aprobación por la Unesco de la ampliación del Camino de Santiago en España a «Caminos de Santiago de Compostela: Camino francés y Caminos del Norte de España», España envió como documentación un «Inventario Retrospectivo - Elementos Asociados» (Retrospective Inventory - Associated Components) en el que en el n.º 979 figura el monasterio de San Pedro de Cardeña.

## Historia

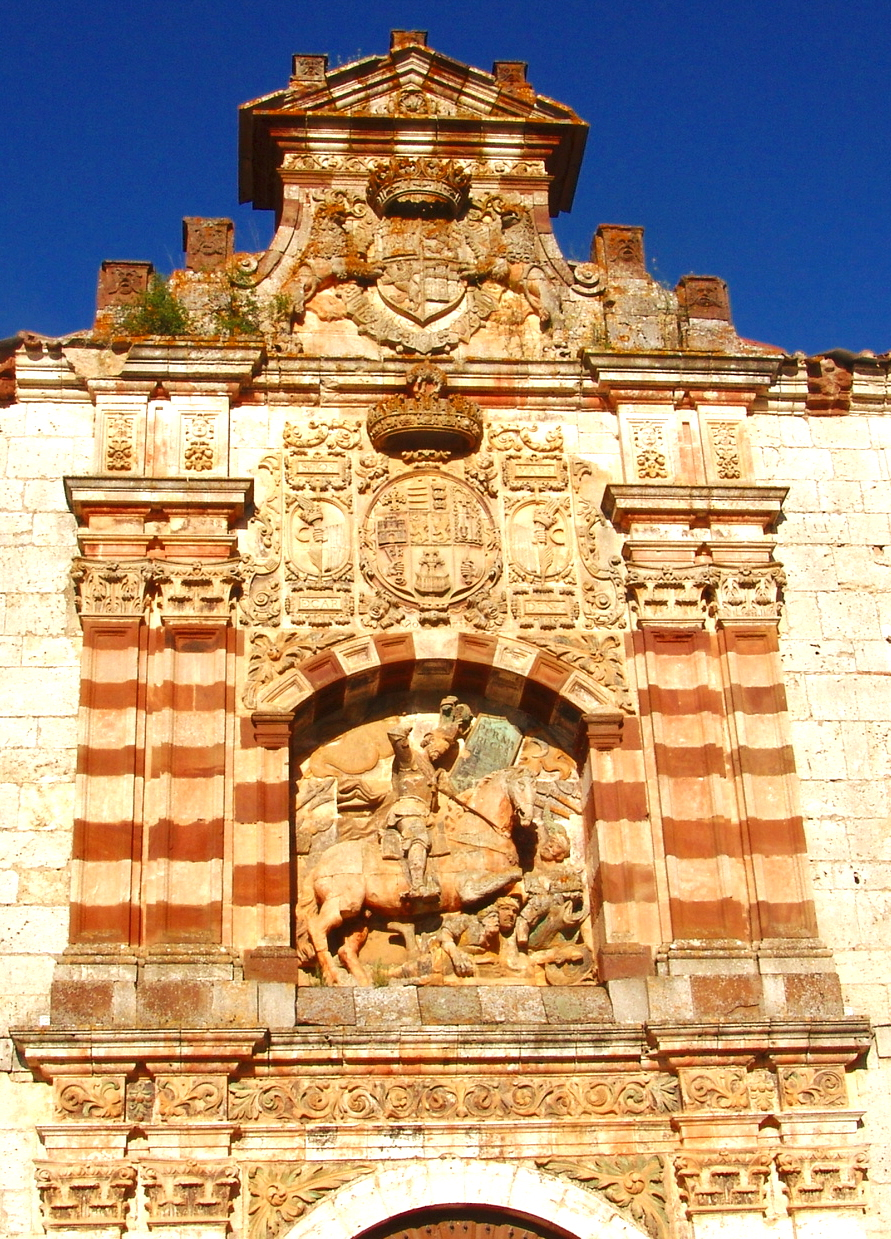
Detalle de portada

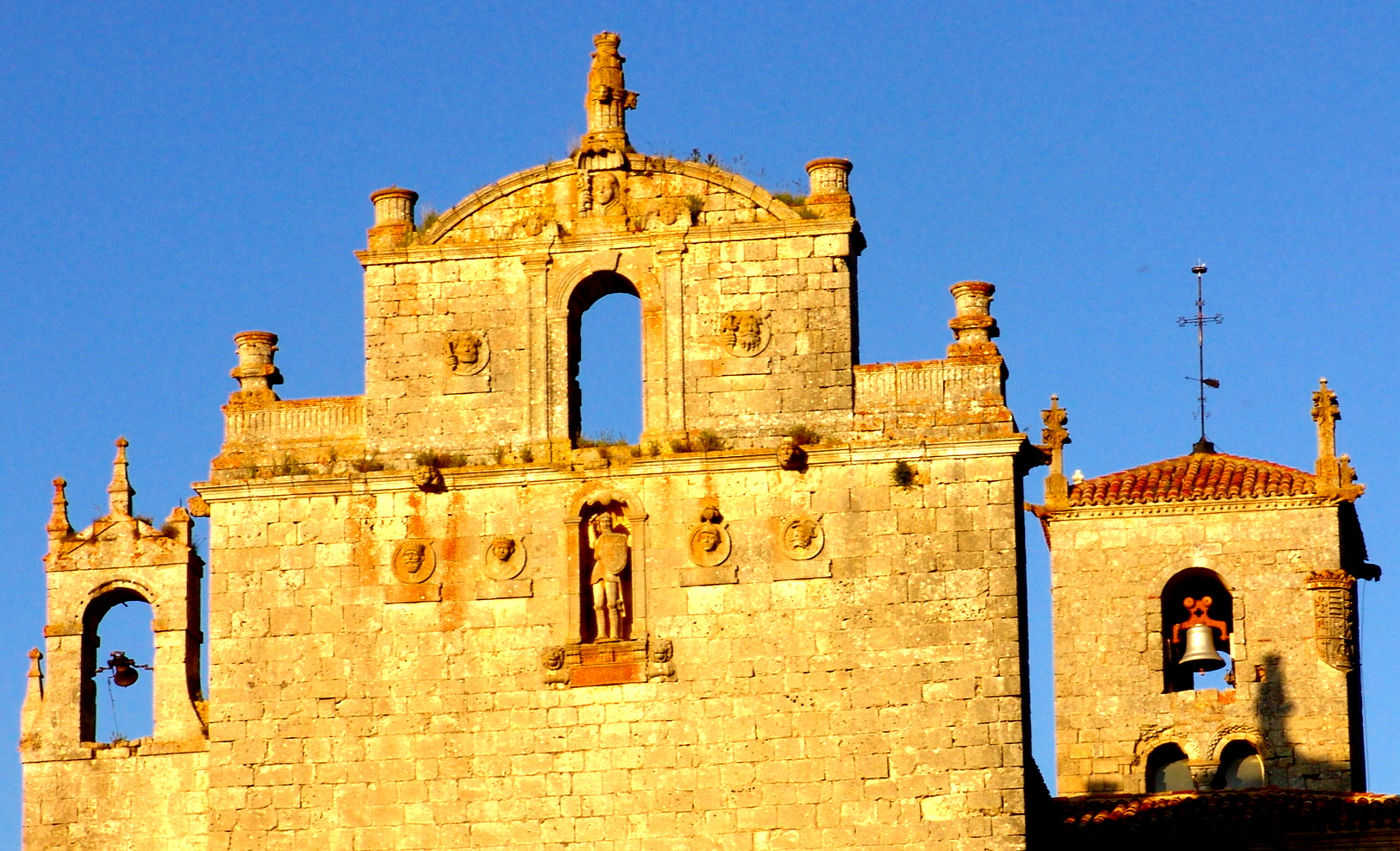
Espadaña y torre cidiana, detalle.

El monasterio se habrá fundado antes de 902 cuando el conde de Lantarón y de Cerezo, Gonzalo Téllez, y su esposa Flámula realizaron la primera donación documentada al cenobio, el 24 de septiembre de ese año, de una serna en Pedernales y unas eras de sal.

### Santos mártires
En los siglos IX o X sus monjes fueron martirizados por los musulmanes, canonizados en 1603 y conocidos como los «Mártires de Cardeña». El monasterio gozaba de gran popularidad con gran afluencia de devotos, entre los que se encontraban el rey Felipe III de España y su esposa la reina Doña Margarita de Austria. Una de sus preciadas reliquias, la cabeza de su abad San Esteban, fue trasladada al Monasterio de Celanova; también hay dos urnas en el Monasterio de la Huelgas y otra en la Catedral de Burgos.
Cada año, el 6 de agosto, aniversario del martirio, la tierra del claustro donde fueron sepultados los mártires, se teñía de un color rojizo que parecía sangre. El milagroso prodigio, ampliamente testificado, se repite hasta finales del siglo XIV. En 1674, ya una vez levantado el nuevo claustro de estilo herreriano, se reprodujo el hecho, personándose el arzobispo Enrique de Peralta, que vivamente impresionado encargó un estudio, interviniendo médicos y teólogos. Recogió el líquido, que coaguló al ser puesto en agua hirviendo.[cita requerida]

### Campo de concentración
Durante la guerra civil española se convirtió en un campo de concentración franquista para prisioneros de guerra republicanos, fundamentalmente de las Brigadas Internacionales. Albergó a más de 4000 prisioneros, y cerró sus puertas en noviembre de 1939. También fueron encarcelados allí soldados y capellanes vascos del Euzko Gudarostea apresados en Santoña.
El 1 de febrero de 1967, un violento incendio destruyó las tres cuartas partes del monasterio, habitado desde 1942 por la abadía trapense de Nuestra Señora de los Mártires.

## Scriptorium

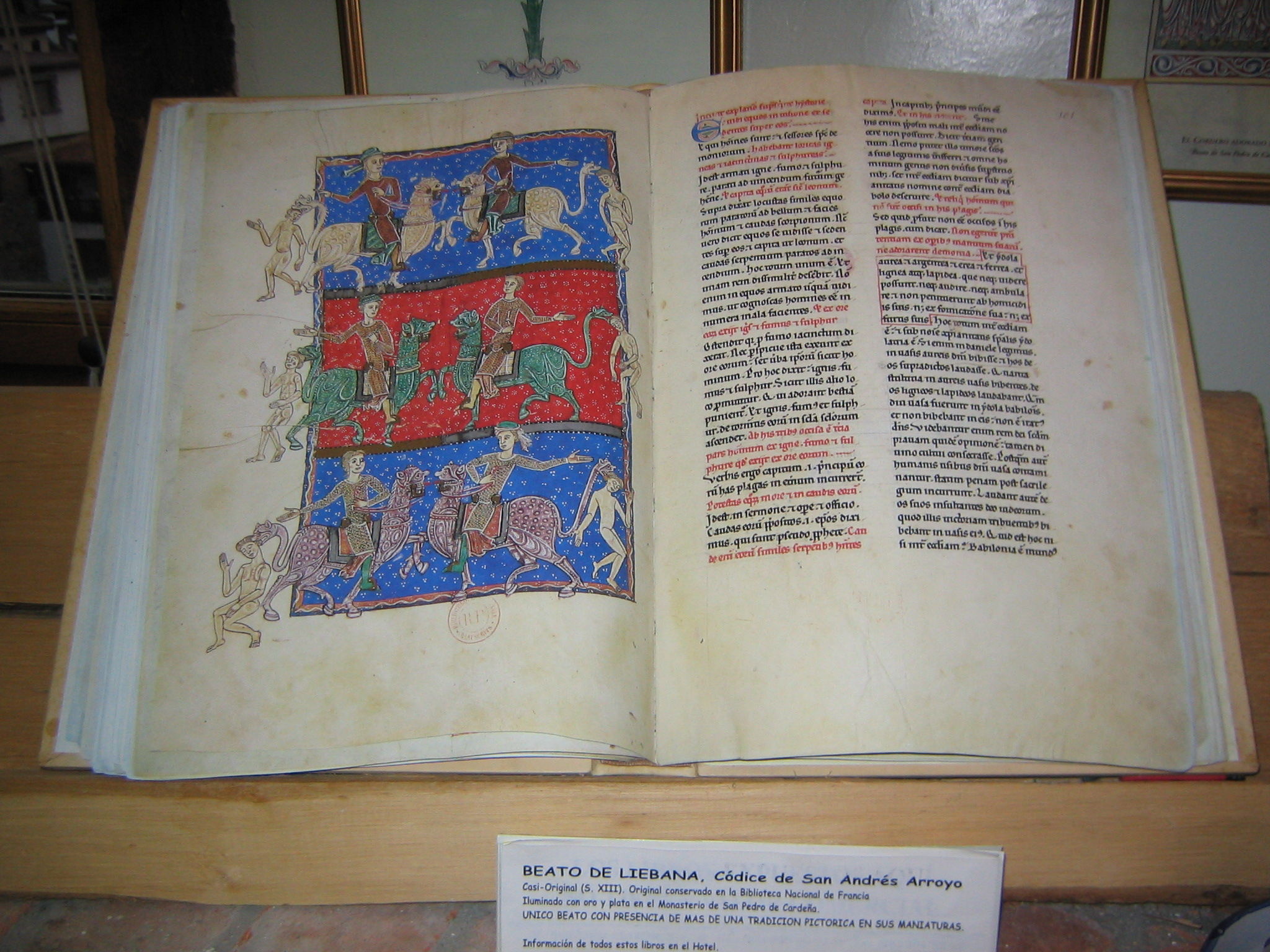
Beato de Liébana. Códice de San Andrés Arroyo (copia del). Iluminado con oro y plata en el monasterio de San Pedro de Cardeña.

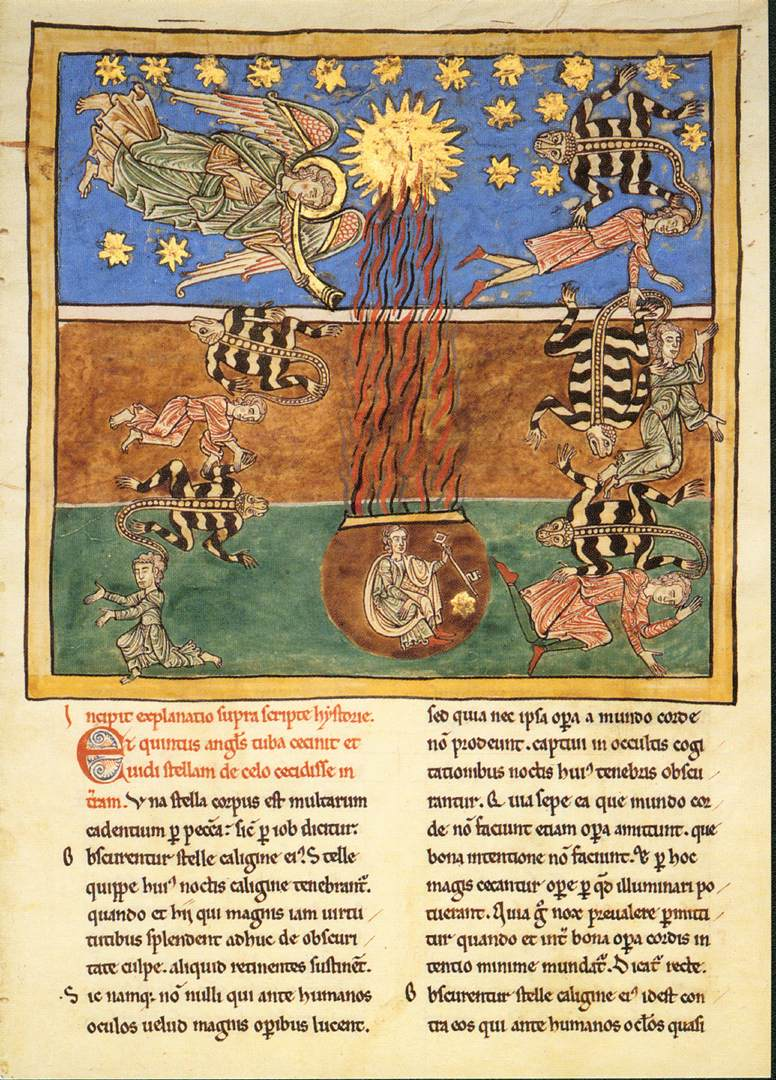
Beato de Cardeña. Museo Metropolitano de Arte

La prosperidad del monasterio en la época altomedieval se refleja en la calidad de su scriptorium, en el que el monje Endura realizó obras extraordinarias.
El Beato de San Pedro de Cardeña fue realizado entre los años 1175 y 1180, cuenta con 290 páginas y 51 miniaturas. 127 folios se encuentran en el Museo Arqueológico Nacional de Madrid, dos en la biblioteca Francisco de Zabálburu, también en Madrid (donde se halla igualmente el Cartulario de San Pedro de Cardeña), uno en el Museo Diocesano de Gerona y otros quince en el Museo Metropolitano de Arte de Nueva York.

## Edificio
Su edificación ha sufrido numerosas restauraciones, conviviendo así varios estilos. Son de destacar los siguientes elementos:

### Torre cidiana
Robusto campanario donde se alternan las diversas evoluciones del estilo románico.

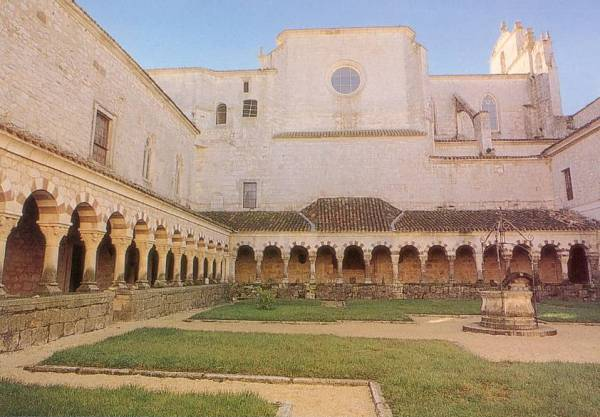
Claustro de los Mártires.

### Claustro de los Mártires
Desde la sala capitular, que data del siglo XIII, se divisa a través de grandes cristaleras el claustro románico, que data del siglo XII. Compuesto por arquería de medio punto sobre columnas únicas que descansan sobre fustes robustos y coronadas de capiteles que imitan el estilo corintio. Los arcos recuerdan en su decoración a los de la mezquita de Córdoba por su policromía, alternando los colores blanco y rojo. En la pared izquierda se encuentran unas antiquísimas piedras cuya inscripción evoca el trágico suceso.

### Iglesia
Para construir esta iglesia de tres naves se destruyó la románica, aunque afortunadamente se salvó la torre, legítimo recuerdo cidiano. Reedificada en el siglo XVI, consta de tres naves con una capilla aneja, denominada capilla de El Cid, ya que allí fue enterrado y permaneció antes de su traslado a la catedral de Burgos. La fachada de la iglesia es de estilo barroco.

### Panteón real
En el lateral derecho de la iglesia gótica se abre una capilla barroca que data de 1753, a la que fueron trasladados los restos del Cid Campeador y su esposa Jimena. En las paredes de esta estancia, llamada «Capilla de los Héroes», hay 29 nichos con inscripciones de nombres de reyes y familiares del Cid. Conocido popularmente como «El Escorial burgalés», fue reedificado por el conde de Castilla García Fernández, el de las Manos Blancas, que allí recibió sepultura. Según la tradición, continúan allí los restos de los Jueces de Castilla (aunque históricamente no existieron); los hijos de Jimena Díaz y El Cid María Rodríguez, Cristina y Diego, muerto a temprana edad en Consuegra (Toledo); Ramiro Sánchez de Pamplona, señor de Monzón (marido de Cristina Rodríguez, hija de El Cid) o Ramiro de León, hijo de Alfonso I el Magno de Asturias.

## Lugar cidiano

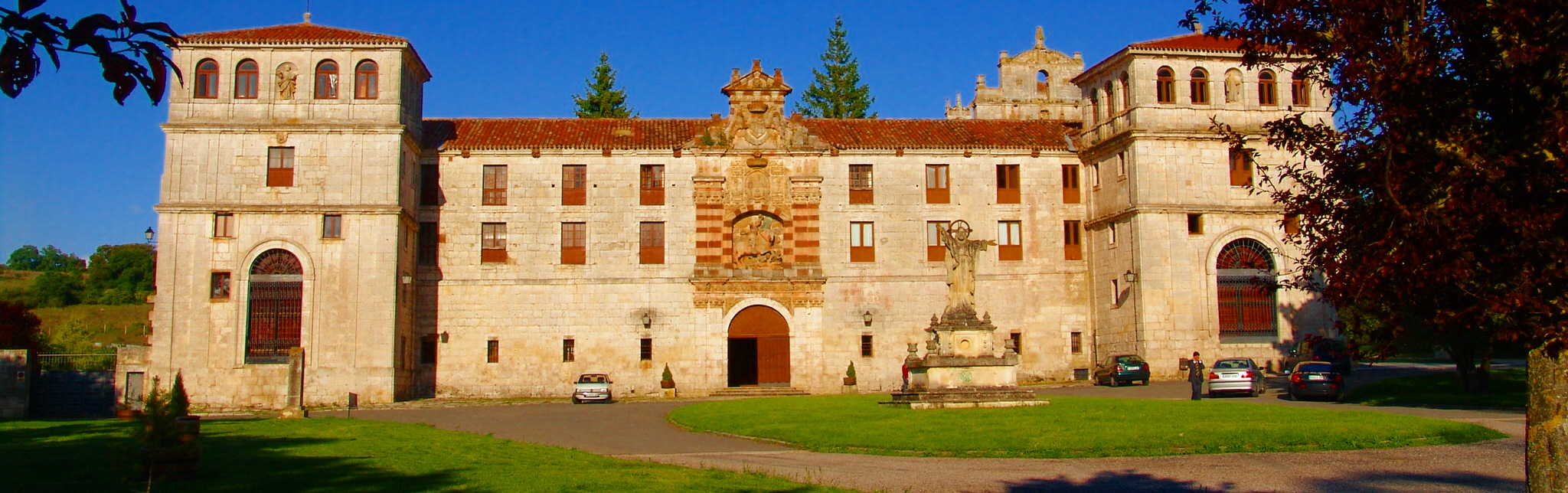
Fachada principal del monasterio.

Según el Cantar de mio Cid y las tradiciones posteriores, antes de marchar al destierro, Rodrigo Díaz de Vivar dejó en San Pedro de Cardeña, al amparo del abad Sancho (que la crítica ha identificado con Sisebuto de Cardeña atribuyendo una confusión al autor del Cantar), a su esposa Doña Jimena y a sus hijas, aunque este hecho no está atestiguado por pruebas históricas. En el primer destierro de 1081, las propiedades de Rodrigo Díaz no le fueron enajenadas, y la familia del Cid pudo seguir residiendo en sus casas. En el segundo, de 1089, la familia fue presa por mandato de Alfonso VI en un castillo, quizá Gormaz, para reunirse con el Campeador poco después.
El enterramiento del Cid en San Pedro de Cardeña no fue debido a la voluntad personal de Rodrigo Díaz. A su muerte en 1099, fue inhumado en la catedral de Valencia, por lo que solo en 1102, tras tener que abandonar Jimena Díaz la plaza levantina, fueron trasladados sus restos al cenobio cardeñense. Allí permaneció durante algunos años su cuerpo embalsamado y sentado en un escaño del presbiterio. Desde ese momento se generaron allí una serie de narraciones de carácter hagiográfico que hacia 1280 constituyeron un corpus conocido como Leyenda de Cardeña, cuyo propósito era vincular al Cid con el monasterio de Cardeña, con el que en vida había tenido escasa relación. Estos materiales legendarios se incorporaron a la Versión sanchina de la Estoria de España o Crónica de veinte reyes, que puede datarse entre 1282 y 1284. En el siglo XIV el monasterio caradignense estimuló el culto a las reliquias cidianas, en cuyo contexto se redactó el Epitafio épico del Cid y, posiblemente, se encargara o elaborara, a partir de un ejemplar tomado en préstamo, el códice con la copia de 1325–1330 en el que se conserva el Cantar de mio Cid. En el claustro nuevo, una lápida recuerda el lugar que ocupaba su sepulcro.

### Tradición de la tumba de Babieca

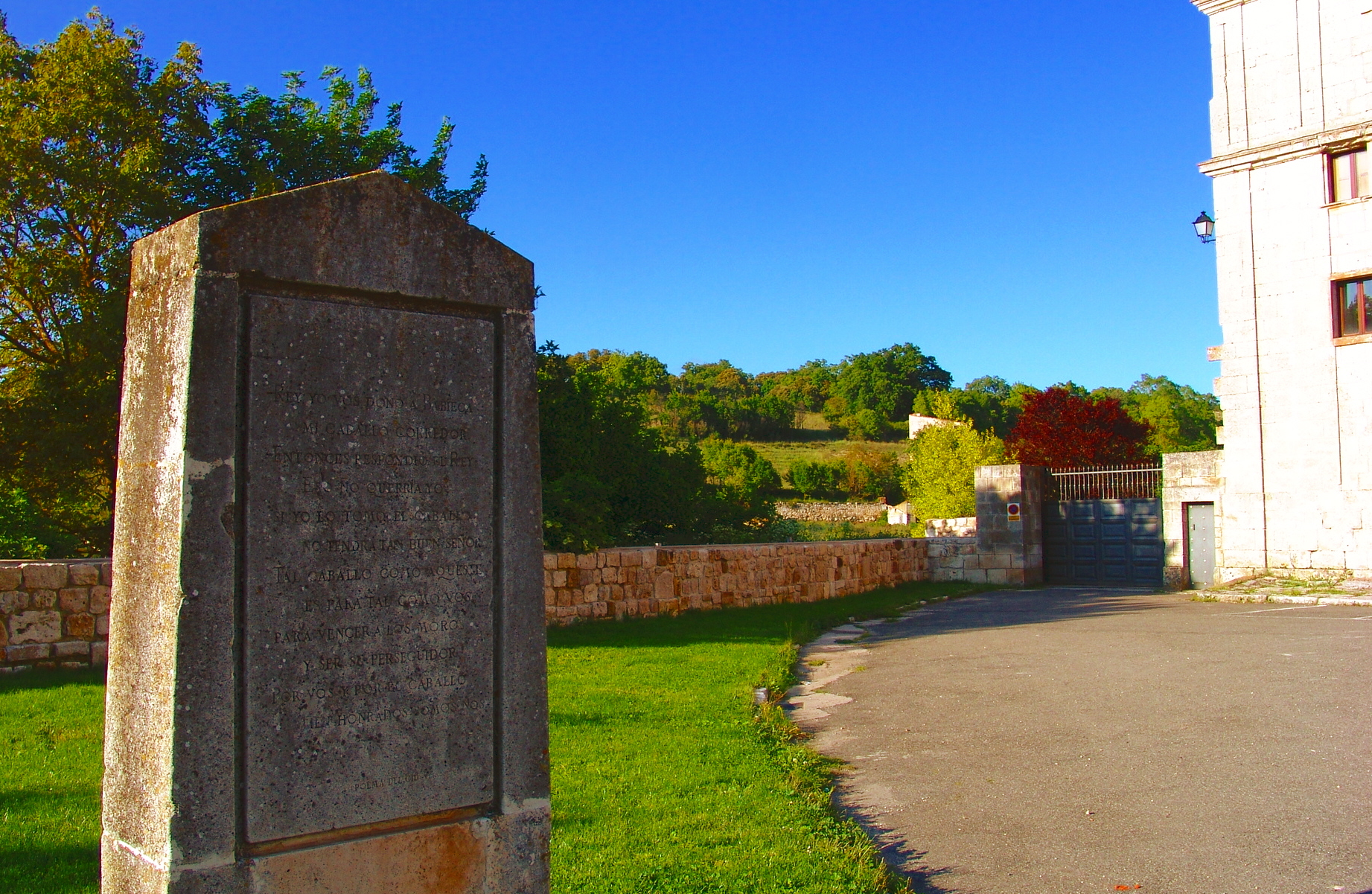
Monolito en recuerdo de Babieca.

En la explanada situada frente a la fachada principal, en la que aparece una imagen ecuestre del Cid Campeador, hay una estatua del Sagrado Corazón, y a la izquierda, un monolito con leyenda alusiva al caballo Babieca. Coincide con el lugar donde una creencia tradicional considera que fue sepultado el animal. Los relatos del siglo XIII, que recogen las tradiciones elaboradas en el monasterio conocidas como Leyenda de Cardeña, narraban que:

El criado del Cid, Gil Díaz (supuestamente un faqih valenciano que se había convertido al cristianismo), cuida de su caballo durante dos años. Durante ese tiempo lo utiliza como semental para que pueda crear una progenie notable; sus descendientes «posiblemente aún están con nosotros en la actualidad». Al cabo de los dos años muere Babieca; Gil Díaz lo entierra «frente a la puerta del monasterio» y planta dos olmos para señalar el lugar; «esos olmos aún siguen en su sitio en la actualidad». Con el tiempo también muere Gil Díaz y de acuerdo con su voluntad, le entierran junto a Babieca.
Richard Fletcher, El Cid, 2007

Mientras, según narra la Estoria de Cardeña, el Cid permanece muerto y expuesto al público sentado en un taburete de marfil. A su mujer, Jimena (aunque históricamente murió después del 29 de agosto de 1113, probablemente en 1116) la tienen enterrada a los pies del héroe. Siete años tras su muerte, un judío logra entrar solo en el monasterio de Cardeña y se dispone a tirar de la barba al Cid Campeador cuando advierte, aterrorizado, que la mano diestra del Cid se desliza hacia su espada y la comienza a extraer de la vaina, haciendo huir al judío que, tras este suceso, se convertiría al cristianismo. Diez años más tarde, al Cid se le cae parte de la nariz. El abad cardeñense decide no tenerlo a la vista más tiempo «puesto que está feo» y lo entierran junto a su mujer. Todos estos relatos indican que a fines del siglo XIII se había creado en Cardeña un culto relacionado con reliquias cidianas que se mostraban al peregrino: los olmos bajo los que estaba enterrado Babieca y su criado, el taburete de marfil donde quedó a la vista su cadáver, un ajedrez que le perteneció... Estas narraciones y reliquias asociadas constituían la hagiografía del Cid, tratado como si fuera un santo. Se contaban sus milagros (vencer una batalla después de muerto y defenderse, ya cadáver, del ataque del judío) y se promovía su devoción.
Aunque pueda resultar sorprendente, en 1948 el duque de Alba financió incluso una excavación, con el fin de encontrar sus restos, en el lugar donde estuvieron los olmos, y actualmente hay una lápida conmemorativa del lugar donde fue enterrado el caballo, pero no encontró nada.

## Jurisdicción de Abadengo
Sobre la villa de Resmondo, en el partido de Villadiego, y los lugares de Carcedo, Cardeñajimeno, Cardeñuela Riopico, Castrillo del Val, Orbaneja Ríopico y Villafría, en el partido de Burgos, durante el periodo comprendido entre 1785 y 1833, en el censo de Floridablanca de 1787.

## Desamortización
Como consecuencia de la Desamortización de Mendizabal desaparece el culto. En 1936, durante la guerra civil española, se convirtió en campo de concentración.

## Abadía cisterciense
El 1 de mayo de 1942, siendo arzobispo de Burgos Manuel de Castro Alonso, se restauraba la vida monástica por monjes trapenses llegados del monasterio palentino de San Isidro de Dueñas. En 1945 se eleva al rango de priorato; en 1948 logra el título de abadía siendo su primer abad Jesús Álvarez Álvarez. El 1 de abril de 2008 fue elegido abad por un sexenio Jesús Marrodán Ezquerro (m. 18 de marzo de 2011), siendo bendecido el 18 de mayo de 2008 por Francisco Gil Hellín, arzobispo de Burgos.

## Productos

### Vinos y licores
En el monasterio se conserva la bodega románica más antigua de España en uso comercial, donde se elabora el tinto Valdevegón con uva de La Rioja. También elaboran un licor, llamado Tizona del Cid, a partir de hasta 30 hierbas que maceran en barricas de roble durante quince días al menos. Existen dos variedades, la verde de 38% y la amarilla de 40% volumen.

### Cerveza trapense
En 2016 se convierte en el primer monasterio español en producir cerveza trapense, si bien no cuenta con el sello otorgado por la Asociación Internacional Trapense debido a que no cumple con una de las tres premisas (estar elaborada dentro de los muros del monasterio). La idea de crear la cerveza Cardeña, una triple rubia de 7%, parte del padre José Luis y el creador de la bebida, el maestro cervecero escocés Bob Maltman, además del experto belga Erik Coene. Como en cualquier otro monasterio trapense, lo obtenido con la venta de la cerveza se destinará a sustentar el monasterio y a obras de caridad. Posteriormente, en 2021, sale al mercado su segunda cerveza, Cardeña Dubbel de 6,0% de alcohol a la que seguiría, en septiembre de 2023, la tercera cerveza de la gama, la Cardeña Quadrupel de 10,0% de alcohol. Todas ellas están inspiradas en sus estilos de origen belga y respaldadas por la tradición de elaboración de las cervezas trapenses.